# بولينا مانوف
بولينا مانوف (بالسيريلية الصربية: Паулина Манов) هي ممثلة صربية، ولدت في 20 يونيو 1975 ببلغراد في صربيا.

## وصلات خارجية
- بولينا مانوف على موقع IMDb (الإنجليزية)
- بولينا مانوف على موقع قاعدة بيانات الفيلم (الإنجليزية)